# Sudoku
Sudoku, por vezes escrito Su Doku (数独, sūdoku) é um jogo baseado na colocação lógica de números. O objetivo do jogo é a colocação de números de 1 a 9 em cada uma das células vazias numa grade de 9×9, constituída por 3×3 subgrades chamadas regiões. O quebra-cabeça contém algumas pistas iniciais, que são números inseridos em algumas células, de maneira a permitir uma indução ou dedução dos números em células que estejam vazias. Cada coluna, linha e região só pode ter um número de cada um dos 1 a 9. Resolver o problema requer apenas raciocínio lógico e algum tempo. Os problemas são normalmente classificados em relação à sua realização. O aspecto do sudoku lembra outros quebra-cabeças de jornal.

## Etimologia
A palavra "sudoku" é de origem japonesa. Ela é uma junção de duas palavras japonesas: "su" significa "número" e "doku" significa "único". Portanto, "sudoku" pode ser traduzido aproximadamente como "números únicos".
A palavra "sudoku" em si foi cunhada pelo empresário japonês Maki Kaji, que fez uma contração da frase japonesa "cada número deve ser individual".

## História
O quebra-cabeça foi projetado por Howard Garns, um arquiteto aposentado de 74 anos de idade e construtor independente de puzzles, baseando-se, provavelmente, no quadrado latino, uma construção matemática criada pelo suíço Leonhard Euler no século XVIII.[carece de fontes?] Garns adicionou ao quadrado latino a sua nova criação como uma grade parcialmente preenchida onde o solucionador deveria preencher os demais quadros vazios. As primeiras publicações do sudoku ocorreram nos Estados Unidos no final dos anos 1970 na revista norte-americana Math Puzzles and Logic Problems, da editora Dell Magazines, especializada em desafios e quebra-cabeças. A editora deu, ao jogo, o nome de Number Place, que é usado até hoje nos Estados Unidos.
Em 1984, a Nikoli, maior empresa japonesa de quebra-cabeças, descobriu o jogo e decidiu levá-lo àquele país. O nome sudoku é a abreviação japonesa para a longa frase suuji wa dokushin ni kagiru (数字は独身に限る) que significa "os dígitos devem permanecer únicos"; e é uma marca registrada da Nikoli. Em japonês, a palavra é pronunciada [sɯːdokɯ]; em português, pronuncia-se sudoku. Em 1986, depois de alguns aperfeiçoamentos no nível de dificuldade e na distribuição dos números, o sudoku tornou-se um dos jogos mais vendidos do Japão, onde os jogos numéricos são mais populares que palavras-cruzadas e caça-palavras, que não funcionam muito bem na língua japonesa. Outras editoras japonesas que lançaram o produto referem-se ao jogo como colocando os números, ou como "Nanpure". Algumas editoras não japonesas soletram o título como "sudoku".
Apesar de toda a popularidade no Japão, o sudoku não conseguiu atrair a mesma atenção no Ocidente até o fim de 2004, quando Wayne Gould - um juiz aposentado de Hong Kong, que também era fã de quebra-cabeças e programador de computador - viajou a Londres para convencer os editores do The Times a publicar o sudoku. Gould havia criado um programa de computador que gerava jogos de sudoku com vários níveis de dificuldade e não estava cobrando nada por ele. O Times decidiu arriscar e no dia 12 de novembro de 2004 publicou seu primeiro sudoku.
No Brasil, o sudoku é publicado pelas Revistas Coquetel (Ediouro) desde o setembro de 2005. No ano seguinte, a Editora JBC lançou um manual de como jogar soduku em mangá (nome dado aos quadrinhos japoneses) intitulado Sudoku & Mangá, roteirizado por Jay Morrison e ilustrado por Atsuhisa Okura. Em Portugal, ele começou a ser publicado em maio de 2005 pelo jornal Público. Actualmente, já existem muitas publicações portuguesas de formato bolso, como é o caso do Extreme Sudokus da Editora Momentos de Relax ou Super Sudokus da Editora JEA. Estão disponíveis no mercado brasileiro duas opções. A revista Sudoku (tamanho grande) e Sudoku de bolso, em formato mais portátil.

## Funcionamento
Os numerais no jogo sudoku são usados por comodidade; as relações aritméticas entre numerais são absolutamente irrelevantes (não requer lógica para cálculos matemáticos). Qualquer combinação de símbolos distintos como letras, formas, ou cores podem ser usadas no jogo sem alterar as regras. Por exemplo, algumas variações usam letras, como Scramblets da Penny Press e Sudoku Words da Knight Features Syndicate. Dell Magazines, o criador do jogo, tem utilizado números para Number Place em suas revistas desde a sua primeira publicação em 1979. Numerais são utilizados através deste artigo.
A atração do jogo é que as regras são simples, contudo, a linha de raciocínio requerida para alcançar a solução pode ser complexa. O sudoku é recomendado por alguns educadores como um exercício para o pensamento lógico. O nível de dificuldade pode ser selecionado para combinar com o público. Existem diversas fontes na internet não ligadas a editoras que disponibilizam os jogos gratuitamente.
Seu formato é mais frequentemente uma grade de 9×9 constituída de sub-grades de 3×3 chamadas de "regiões" (outros termos incluem "caixas" e "blocos"; algumas vezes, o termo "quadrante" é utilizado, apesar de ser um termo impreciso para uma grade de 3x3). Algumas células já contém números, chamadas "números dados" (ou, algumas vezes, "pistas"). O objetivo é preencher as células vazias com um número em cada célula, de maneira que cada coluna, linha e região contenha os números de 1 a 9 apenas uma vez. Na solução do jogo, cada número aparece apenas uma vez em qualquer um dos sentidos ou regiões; daí, o termo sudoku, que significa "únicos números".

### Métodos de solução

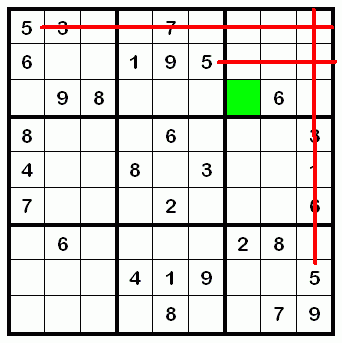
A região 3×3 no canto superior direito. O solucionador pode eliminar todas as células vazias no canto superior direito que contenham um 5 nas mesmas colunas ou linhas. Isto deixa apenas uma célula possível (destacada em verde)

A estratégia para a resolução de um sudoku pode ser considerada como uma combinação de três processos: fazer uma varredura visual, fazer marcações e análise.

### Varredura
A varredura é executada no início e durante toda a solução. As varreduras somente têm que ser executadas uma vez entre períodos da análise. A varredura consiste em apenas duas técnicas básicas:
- Cruzamento: a varredura das linhas (ou colunas) para identificar que linha em uma região particular pode conter um determinado número por um processo de eliminação. Este processo é repetido então com as colunas (ou linhas). Para resultados mais rápidos, os números são verificados por ordem de frequência. É importante executar sistematicamente este processo, verificando todos os dígitos 1–9.

- Contar os números de 1 a 9 nas regiões, linhas e colunas para identificar os números faltantes. Contar baseado no último número descoberto pode fazer com que a busca seja mais rápida. Também pode ser o caso (tipicamente em enigmas mais difíceis) de que a maneira mais fácil de verificar o valor de uma célula individual seja contando no inverso — isto é, fazendo a varredura da região da célula, linha e coluna para identificar os valores que "não podem" ser, a fim de se descobrir o que resta.

Os solucionadores avançados procuram "contingências" ao fazer a varredura — isto é, estreitando a posição de um numeral dentro de uma fileira, coluna, ou região a duas ou três células. Quando estas células todas se encontrarem dentro da mesma fileira (ou coluna) "e" região, elas podem ser usadas para finalidades de eliminação durante as etapas de cruzamento e contar. Particularmente os enigmas mais desafiadores podem requerer múltiplas contingências para serem descobertos, talvez em direções múltiplas ou mesmo cruzamentos múltiplos. Os enigmas que podem ser resolvidos apenas fazendo-se a varredura sem necessidade de detectar as contingências são classificados como enigmas "fáceis"; enigmas mais difíceis, por definição, não podem ser resolvidos pela varredura básica somente.

### Marcações
Fazer a varredura e determinar quando mais nenhum número adicional pode ser descoberto. Deste ponto em diante, é necessário fazer algumas análise lógicas. Muitos acham útil guiar esta análise através da marcação dos números possíveis (candidatos) nas células em branco. Há duas formas populares: notação subscrita e pontos.
Na notação subscrita, os números possíveis são escritos subscritos (tamanho pequeno). O inconveniente a este é que os desafios originais impressos em um jornal são geralmente demasiado pequenos para acomodar mais do que alguns dígitos da escrita normal. Quando se utiliza da notação subscrita, o solucionador geralmente cria uma cópia maior do desafio e utiliza um lápis bem apontado ou lapiseira.
A segunda notação usa um padrão de pontos dentro de cada quadrado, onde a posição do ponto representa um número de 1 a 9. Os esquemas do ponto diferem e um método é ilustrado aqui. A notação do ponto tem a vantagem que pode ser usada no enigma original. A destreza é necessária para colocar os pontos, já que os pontos posicionados em lugares errados ou inadvertidos conduzem inevitavelmente à confusão e podem não ser fáceis de apagar sem gerar mais confusão. É recomendado utilizar um lápis bem apontado com uma borracha na extremidade.

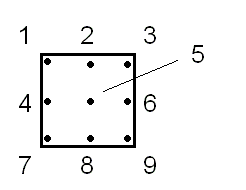
Um método para marcar números prováveis em uma única célula colocando pontos com lápis. Para reduzir o número dos pontos usados em cada célula, o marcação deveria ser feita somente depois que o número máximo possível tiver sido adicionado ao desafio através da varredura. Os pontos são apagados a medida que os números correspondentes são eliminados como candidatos

Uma técnica alternativa, que alguns acham mais fácil, é "marcar" os números de uma célula que "não podem" ser. Assim uma célula começará vazia e quanto mais restrições se tornam conhecidas, vai-se lentamente preenchendo. Quando somente uma marca ou número faltar, aquele deverá ser o valor da célula. Uma vantagem deste método de marcação é que, pressupondo que nenhum erro seja feito e as marcas podem sobrescritas com o valor da célula, não há mais necessidade de borracha para apagar.
Ao usar a marcação, uma análise adicional pode ser executada. Por exemplo, se um dígito aparecer somente uma vez nas marcações escritas dentro de uma célula, então está claro qual o dígito que deve estar lá, mesmo se a célula tiver outros dígitos marcados. Ao usar a marcação, algumas regras similares aplicadas em uma ordem especifica podem resolver todo o sudoku sem necessidade de retornar os passos anteriormente feitos.

## Metodologias
As duas principais metodologias para a análise são a "eliminação do candidato" e "tentativa-erro".
Na "eliminação do candidato", o progresso é feito através de sucessivas eliminações de números candidato de uma ou mais células para deixar apenas uma opção. Depois que cada resposta foi conseguida, uma outra varredura pode ser executada, geralmente verificando os efeitos das contingências (incertezas).
A metodologia da eliminação do candidato trabalha-se identificando "células combinadas". As pilhas seriam combinadas dentro de uma linha particular, coluna, ou região (bloco) se duas células contiverem o mesmo par de números candidatos ("p", "q") e mais nenhum outro, ou se três células contiverem o mesmo trio de números candidatos ("p", "q", "r") e mais nenhum outro. A colocação destes números seja lá onde mais for dentro desse mesmo bloco, faria com que a solução das células combinadas impossível; assim, os números candidatos ("p", "q", "r") que aparecerem em outras células da mesma linha, coluna ou região (bloco) podem ser eliminadas.
Este princípio funciona também com subconjuntos dos números candidatos, isto é, se três células tiverem candidatos ("p", "q", "r"), ("p", "q") e ("q", "r") ou apenas ("p", "r"), ("p", "q"), e ("q", "r"), todos os valores de ("p", "q", "r") em qualquer outra parte dentro desse mesmo conjunto podem ser eliminados. O princípio é verdadeiro para todas as quantidades de números candidatos.
Um segundo princípio relacionado é também verdadeiro. Se, dentro de qualquer conjunto de células (linha, coluna ou região), um conjunto de números candidatos pode somente aparecer dentro de um número de células iguais à quantidade de números candidatos, as células e os números são combinados e somente aqueles números podem aparecer nas células combinadas. Outros candidatos nas células combinadas podem ser eliminados. Por exemplo, se os dois números ("p", "q") somente aparecem em duas células dentro de uma combinação específica de células (linha, coluna ou região), todos os candidatos restantes naquelas duas células podem ser eliminados.
O primeiro princípio é baseado nas células onde somente os números combinados aparecem. O segundo é baseado nos números que aparecem somente em células combinadas. A validade de um ou outro princípio é demonstrada fazendo-se a pergunta: "Colocar o número eliminado impediria a conclusão das outras colocações necessárias?" Se a resposta à pergunta é "sim", então o número candidato na pergunta pode ser eliminado. As técnicas avançadas contêm estes mesmos conceitos, além de incluir múltiplas linhas, colunas e regiões nas análises.
Na maneira "tentativa-erro", uma célula com somente dois números candidatos é selecionada, e uma suposição é feita. As etapas acima são repetidas a menos que uma duplicação for encontrada ou uma célula ficar com nenhum candidato possível, em que caso o candidato alternativo é a solução. Em termos lógicos, isto é conhecido como reductio ad absurdum. Nishio é um forma limitada desta para esta maneira: para cada candidato para uma célula, a pergunta a ser feita será: "Colocar um número em particular impedirá a conclusão das outras colocações desse número?" Se a resposta for "sim", então esse candidato pode ser eliminado. A metodologia "e se" requer lápis e borracha. Esta metodologia pode ser desdenhada pelos puristas da lógica como tentativa e erro (e a maioria dos desafios publicados são construídos para se assegurar de que nunca seja necessário recorrer a esta tática), mas podem encontrar-se as soluções razoavelmente rápido.
Idealmente, é necessário que se descubra uma combinação de técnicas que evite alguns inconvenientes dos elementos acima. A contagem de regiões, linhas e colunas pode parecer tediosa. Escrever números candidatos nas células em branco pode consumir tempo. A técnica da "tentativa-erro" pode ser confusa, a menos que você seja muito organizado. O objetivo é encontrar uma técnica que minimize a contagem, a marcação de números candidatos, e necessidade de apagá-los.

## Níveis de dificuldade
Publicadores de passatempos geralmente classificam-nos por nível de dificuldade. Surpreendentemente o número de pistas dadas tem pouca ou nenhuma relação com o nível de dificuldade do jogo. Um jogo com um número pequeno de pistas dadas pode ser muito fácil de resolver, e um jogo com um número maior do que a média de pistas dadas pode ser extremamente difícil de resolver. A dificuldade de um jogo está mais baseada na relevância e no posicionamento das dicas dadas do que a quantidade de números.
Solucionadores por computador podem estimar a dificuldade que terá um ser humano para encontrar a solução, baseado na complexidade técnica de solução necessária. Esta estimativa permite que os publicadores personalizem seus enigmas de sudoku às audiências com diversos níveis de experiência. Algumas versões digitais oferecem diversos níveis da dificuldade.
A maioria das publicações classifica seus enigmas do sudoku em quatro níveis de dificuldade, embora, devido a sua subjetividade, os pontos reais de corte dos níveis e inclusive os nomes dos níveis possam variar amplamente.  Tipicamente, entretanto, os títulos de alguns jogos são classificados de "fácil", "intermediário", "difícil", e "desafiador".

## Construção
É possível estabelecer grades iniciais com mais de uma solução possível e estabelecer grades com nenhuma solução, mas tais não são considerados enigmas apropriados para o sudoku; assim como na maioria dos outros enigmas de lógica pura, uma única solução possível é esperada.
Construir um enigma manualmente pode ser executado eficientemente através da pré-determinação das dicas e designando a elas somente os valores necessários para que se consiga fazer um progresso dedutivo. Também uma dica indefinida  pode ser adicionada para que não se impeça a solução de nenhum valor em particular ou que de tal maneira seja colocado um valor diferente na grade antes que a construção esteja terminada; o solucionador deve ser capaz de fazer as mesmas deduções detendo-se nestas suposições, já que nesse ponto a dica é muito mais definitiva que qualquer outra coisa. Esta técnica dá ao construtor um maior controle sobre o fluxo do enigma a ser resolvido, conduzindo ao solucionador ao longo do mesmo trajeto que o compilador utilizou para construir o enigma (esta técnica também é adaptável para se compor outros enigmas além do sudoku). Um grande cuidado é necessário, entretanto, em não conseguir reconhecer onde um número pode ser logicamente deduzido em qualquer ponto da construção — sem considerar de quão tortuosa a lógica pode ser — pode resultar em um enigma insolucionável ao definir futuras dicas contraditórias com os números que já foram construídos. Construir um Sudoku com dicas simétricas é uma simples questão de colocar as dicas indefinidas em um padrão simétrico para se iniciar a solução.
A crença geral é de que os jogos Sudoku (Number Place) da Dell Magazines são gerados por computador; eles normalmente possuem mais de trinta dicas espalhadas aparentemente de maneira aleatória, muitas das quais podem possivelmente serem deduzidas a partir de outras dicas. Eles também não têm os créditos do autor – que é, o nome do construtor não está impresso em nenhum enigma. Wei-Hwa Huang reivindica que ele foi comissionado pela Dell para escrever um gerador de sudoku no inverno de 2000; antes disto, ele disse, os puzzles eram gerados manualmente. O gerador de enigmas foi escrito através do Visual C++, e embora tivesse opções de gerar mais enigmas no estilo japonês, com simetria e menos números, a Dell optou em não adotar estas características, ao menos não até sua recente publicação de revistas apenas de Sudoku.
Os sudokus da Nikoli são construídos manualmente, com o crédito para o autor; as dicas são geralmente encontradas em um padrão simétrico. Os jogos Number Place Challenger (veja a seção Variantes abaixo) da Dell também listam seus autores. Os jogos
sudoku impressos na maioria dos jornais da Grã-Bretanha são aparentemente gerados por computador, mas empregam dicas simétricas; The Guardian é licenciado e publica os enigmas Sudoku construídos pela Nikoli, apesar disso ele não inclui os créditos autorais. The Guardian conhecidamente os solicitou porque estes eram manualmente construídos, seus enigmas conteriam "detalhes imperceptíveis" que seriam muito improváveis em Sudokus gerados por computador. O desafio para os programadores de sudoku é ensinar um programa como construir jogos "inteligentes", de tal maneira que eles se tornem indistinguíveis dos construídos por humanos; Wayne Gould passou seis anos ajustando o seu popular programa até que acreditou que tinha conseguido atingir este nível.

## Variantes

### Variações de tamanhos de grade ou formatos de região
Apesar de a grade 9×9 com regiões 3×3 ser de longe a mais conhecida, diversas variações abundam: amostras do enigma podem ser grades de 4×4 com regiões 2×2; grades 5×5 regiões pentaminó têm sido publicadas sob o nome Logi-5; o World Puzzle Championship apresentou anteriormente grades 6×6 com regiões 2×3 e grades 7×7 com 6 regiões heptominó e com regiões desconexas. Daily SuDoku apresenta novas grades 4×4, 6×6 e mais simples 9×9 todos os dias com Daily SuDoku for Kids (Sudoku diário para crianças). Mesmo as grades 9×9 não são sempre padrões, com a Ebb publicando regularmente alguns com regiões nonominó (também conhecido como variação quebra-cabeça); o Campeonato Estadunidense de Enigmas de 2005 tinha um sudoku com regiões em paralelogramo que circundavam a parte e×terior do enigma, como se a grade fosse uma arruela quadrada. Grades maiores também são possíveis, como o Daily SuDoku's 12×12 Monster SuDoku. O Times igualmente oferece um com grade 12×12: o Dodeka sudoku, com 12 regiões, cada uma sendo 4×3. O sítio Conceptis Puzzles oferece, gratuitamente, um puzzle 12×12 (Mega Sudoku) por semana. A Dell regularmente publica o 16×16 Number Place Challenger (a variação 16×16 geralmente utiliza 1 até G ao invés do 0 até o F utilizado em notações hexadecimais), e a Nikoli oferece o enorme 25×25 Sudoku the Giant.

### Hyper Sudoku
Hyper Sudoku usa a grade clássica 9×9 com regiões 3×3, mas define quatro regiões interiores adicionais 3×3 nas quais os números 1–9 devem aparecer exatamente uma vez. Foi inventado por Peter Ritmeester e publicado pela primeira vez por ele no jornal holandês NRC Handelsblad em outubro de 2005, e desde abril de 2007 diariamente no International New York Times (International Herald Tribune). A primeira vez que foi chamado de Hyper Sudoku foi nas variações favoritas de sudoku de Will Shortz (fevereiro de 2006). Também é conhecido como Windoku porque com as quatro regiões internas da grade sombreadas, lembra uma janela com barras envidraçadas.

### TwinSudoku
No Twin Sudoku duas grades regulares compartilham uma caixa 3×3. Este é um dos muitos tipos possíveis de grades sobrepostas. As regras para cada grade individual são as mesmas do Sudoku normal, mas os dígitos na seção sobreposta são compartilhados por cada metade. Em algumas composições, nenhuma grade individual pode ser resolvida sozinha – a solução completa só é possível depois que cada grade individual tiver sido pelo menos parcialmente resolvida.

### X-Sudoku
X-Sudoku (também sudoku diagonal ou mágico) é uma variante em que (além das condições do sudoku normal) cada número só pode aparecer uma vez em cada uma das duas diagonais principais, que juntas formam um “X”. Sudoku e outras revistas de quebra-cabeças publicam regularmente X-Sudoku em vários tamanhos. Além do tamanho padrão 9×9, também ocorrem outros tamanhos, como 8×8 (com blocos 2×4). Neste último caso, as duas diagonais não possuem um campo de corte comum. Para o X-Sudoku no tamanho padrão 9×9, a determinação do número mínimo de campos pré-atribuídos não é resolvida. Existem X-Sudokus claramente solucionáveis com 12 padrões, mas não se sabe se existe algum com 11 inadimplências.

### Símbolos diferentes
Variações alfabéticas também surgiram; não há nenhuma diferença funcional no passatempo, a não ser se as letras significam alguma algo. Recentes variantes têm esta característica, geralmente em forma de palavra lida ao longo da diagonal principal depois de encontrada a solução; determinar a palavra antecipadamente pode ser visto como um auxílio para a solução.
Como o sudoku padrão não envolve aritmética, os dígitos de 1 a 9 podem ser substituídos por nove símbolos arbitrários, como formas geométricas, algarismos romanos (por exemplo, Quadratum latinum, publicado na revista de quebra-cabeças latinas Hebdomada aenigmatum) ou letras, e não há função diferença. O Code Doku inventado por Steve Schaefer tem uma sentença completa embutida no passatempo; o Super Wordoku, ou apenas Wordoku da Top Notch contém duas palavras de nove letras, uma em cada diagonal. É discutível se estas formas são verdadeiros sudokus, contudo elas contêm uma solução "linguisticamente" válida e não podem necessariamente serem resolvidas inteiramente através da lógica, fazendo-se necessário que o solucionador determine a palavra embutida. Top Notch diz que esta característica foi projetada para derrotar os programas de computadores de solução.
Algumas variantes, como na TV Guide Magazine, incluem a leitura de uma palavra ao longo de uma diagonal principal, linha ou coluna, uma vez resolvida; determinar a palavra antecipadamente pode ser visto como uma ajuda na resolução. Um Wordoku pode conter outras palavras além da palavra principal.

### Outras variações
Quebra-cabeças construídos a partir de mais de duas grades também são comuns. Outras variações comuns é ter restrições adicionais, forçando a colocação de números além dos requisitos normais para as linhas, colunas e regiões. Geralmente, a restrição toma forma de uma "dimensão" extra; o mais comum é que os números nas diagonais principais da grade também devam ser únicos (não podendo ser repetidos). O supracitado Number Place Challenger faz parte desta variante, assim como o Sudoku X no Daily Mail, o qual utiliza grades 6×6. O Daily Mail também apresenta o Super Sudoku X em sua edição de final de semana: uma grade 8×8 na qual as linhas, colunas e diagonais principais, blocos 2×4 e blocos 4×2 contêm cada número apenas uma vez, bem como as suas diagonais principais; Conceptis Puzzles apresenta o Diagonal Sudoku em uma grade 9×9 e blocos 3×3 com as mesmas regras supracitadas.
Uma dimensão também utilizada é com os dígitos com as mesmas posições relativas em suas respectivas regiões; porém as regiões não formam um paralelogramo e possuem formatos variados e desconexos, neste formato Conceptis Puzzles apresenta o Irregular Sudoku, enquanto que algumas editoras também se utilizam de cores diferentes em cada grupo desconexo para uma melhor identificação de cada grupo de números.
Também pode ser encontrado o Circular Sudoku, também conhecido como Target Sudoku, inventado pelo matemático Peter Higgins. Nessa variante, todos os números devem aparecer em círculos concêntricos bem como em todos os pares de fatias adjacentes.
Outros tipos de restrições extras podem ser de natureza aritmética, tais como, exigindo que os números em um delineado segmento da grade tenham uma soma ou um produto específico. Um exemplo pode ser o Killer Sudoku, simplesmente conhecido como addoku do The Times, que combina elementos de sudoku e kakuro'. Apesar do nome em inglês, os addokus mais simples pode ser mais fácil de resolver do que o sudokus normais, dependendo da habilidade do solucionador em aritmética mental; os mais difíceis, porém, podem levar horas para serem resolvidos. Outros como o Magic Sudoku adicionam algumas restrições (diagonais de 1 a 9, e cores) ao sudoku-padrão para resolvê-lo com menos números.

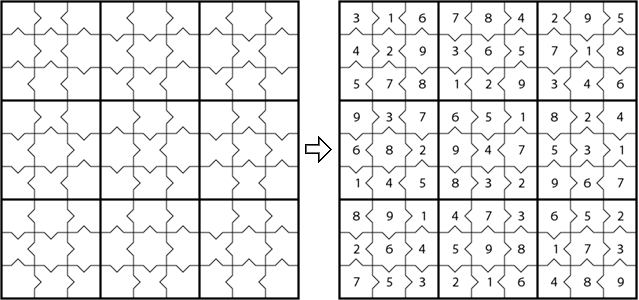
Um exemplo de Maior que Sudoku.

Muitas outras variantes foram desenvolvidas. Alguns têm formatos diferentes no arranjo de grades 9×9 sobrepostas, como borboleta, moinho de vento ou flor. Outros variam a lógica para resolver a grade. Um deles é “Maior que Sudoku”. Nisso, uma grade 3×3 do sudoku é fornecida com 12 símbolos de Maior que (>) ou Menor que (<) na linha comum dos dois números adjacentes.
Outra variante da lógica da solução é "Clueless Sudoku", em que nove grades de sudoku 9×9 são colocadas cada uma em uma matriz 3×3. A célula central em cada grade 3×3 de todos os nove quebra-cabeças é deixada em branco e forma um décimo quebra-cabeça sudoku sem nenhuma célula concluída; portanto, "sem noção". Uma nova variante mistura o sudoku com o quebra-cabeça de peças deslizantes no sudoku Slide Extreme. Nesta variante, todas as posições são preenchidas. As peças são movidas para a posição adequada para resolver o quebra-cabeça. Esta variante contém power-ups e um modo de campanha.
Passatempos construídos a partir de múltiplas grades sudoku são comuns: cinco grades 9x9 sobrepostas umas às outras nas regiões dos cantos são conhecidas no Japão como Gattai 5 (cinco unidos) Sudoku. No The Times e no The Sydney Morning Herald, esta forma de passatempo é conhecida como Samurai SuDoku. No Conceptis Puzzles, são publicados semanalmente os Multi Sudoku, que são compostos de duas a cinco grades sobrepostas. Passatempos com vinte ou mais grades sobrepostas não são incomuns em algumas publicações japonesas. Geralmente, nenhuma dica é encontrada nas regiões sobrepostas.
Outros exemplos únicos de variação incluem um passatempo sudoku tridimensional inventado por Dion Church e publicado no Daily Telegraph em maio de 2005, e um sudoku de 100×100 criado por Michael Metcaff e publicado para o grupo do Yahoo! Sudokuworld.

## Matemática

Um sudoku automórfico com 18 pistas e simetria diagonal bidirecional

O problema geral de solucionar enigmas sudoku em tabuleiros {\displaystyle n^{2}\times n^{2}} de blocos {\displaystyle n\times n} é conhecido como NP-completo. Isto dá algumas indicações de porque o sudoku é difícil de resolver. Contudo, em tabuleiros de tamanhos finitos, o problema é finito e pode ser solucionado através de um autômato finito probabilístico que conheça toda a árvore do jogo. Solucionar enigmas sudoku (assim como qualquer outro problema NP-difícil) pode ser expresso como sendo um problema de coloração de grafos. O objetivo do enigma em sua forma-padrão é se construir um grafo apropriado de nove colorações, informando, parcialmente, as nove colorações. O grafo em questão tem 81 vértices, uma interpolação em cada célula da grade. Os vértices podem ser rotulados com os pares ordenados {\displaystyle (x,\,y)}, onde {\displaystyle x} e {\displaystyle y} são números inteiros entre 1 e 9. Neste caso, dois vértices distintos rotulados por {\displaystyle (x,\,y)} e {\displaystyle (x',\,y')} são conectados por uma borda se e apenas se {\displaystyle x=x'\ \lor y=y'\,\lor (\lceil x/3\rceil =\lceil x'/3\rceil \land \lceil y/3\rceil =\lceil y'/3\rceil )}.
O enigma é então completado designando-se um número inteiro entre 1 e 9 para cada interpolação, de tal maneira que os vértices que são unidos através de uma borda não tenham nenhum número inteiro igual designado neles. Uma grade de solução válida para o sudoku é também um quadrado latino. Há significativamente menos soluções de grades de sudoku válidas do que os quadrados latinos, porque o sudoku impõe restrições de região adicionais. Apesar disso, o número de soluções de sudoku para uma grade-padrão de 9x9 foi calculado em 2005 por Bertram Felgenhauer como sendo 6,670,903,752,021,072,936,960 (6.671×1021). Este número é igual a {\displaystyle 9!\times 72^{2}\times 2^{7}\times 27.704.267.971}, o último fator o qual é um número primo. O resultado é derivado através da lógica e computação força bruta. A derivação deste resultado foi simplificada consideravelmente por análises fornecidas por Frazer Jarvis e o número foi confirmado independentemente por Ed Russell. Russel e Jarvis também demonstraram de que quando as simetrias são levadas em conta, havia 5 472 730 538 soluções. O número de soluções válidas para a variação do sudoku de uma grade 16x16 é desconhecido.